# Koźlarz zielonawy

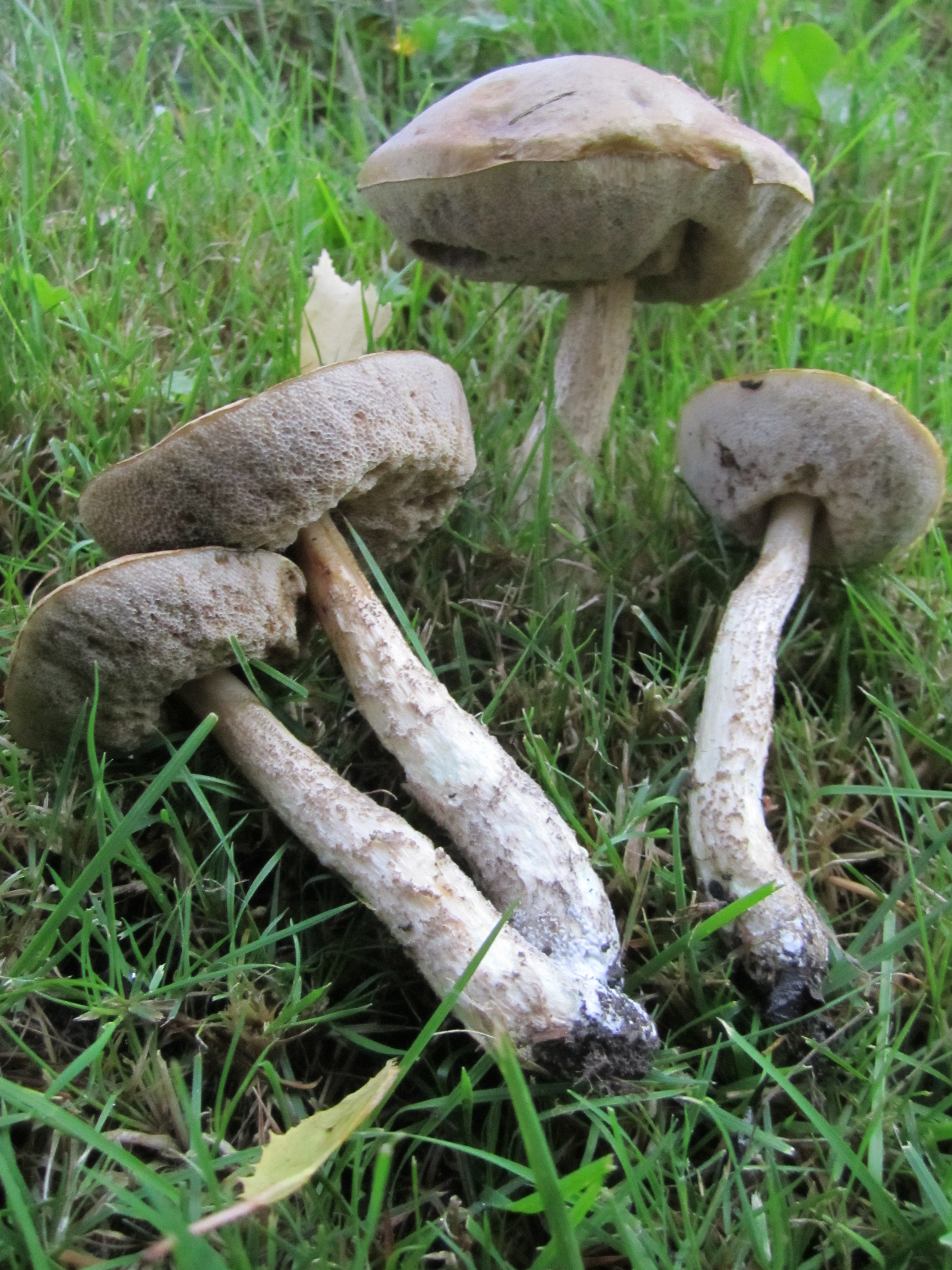

Koźlarz zielonawy (Leccinum schistophilum Bon) – gatunek grzybów z rodziny borowikowatych (Boletaceae).

## Systematyka i nazewnictwo
Pozycja w klasyfikacji według Index Fungorum: Leccinum, Boletaceae, Boletales, Agaricomycetidae, Agaricomycetes, Agaricomycotina, Basidiomycota, Fungi.
Synonimy nazwy naukowej:
- Krombholziella schistophila (Bon) Alessio 1985
- Leccinum palustre M. Korhonen 1995[2].

W 2021 Komisja ds. Polskiego Nazewnictwa Grzybów Polskiego Towarzystwa Mykologicznego zarekomendowała używanie nazwy „koźlarz zielonawy”.

## Morfologia
Kapelusz
Średnica od 2,5 do 11 cm, początkowo wypukły, potem rozpłaszczający się do płasko-wypukłego. Brzeg podgięty. Powierzchnia gładka, szarobrązowa lub szara.
Rurki
Początkowo jasnożółte, potem szarobrązowe do ciemnobrązowych, tępe, od wąsko przyrośniętych do szeroko przyrośniętych. Mają długość 9–25 mm. Pory o średnicy 0,5 mm, białawe do żółtawo-białych. Po uszkodzeniu (ucisk lub przecięcie) przebarwiają się na brązowo.
Trzon
Wysokość 4,5–15 cm, grubość 0,9–2,5 cm, cylindryczny lub maczugowaty. Barwa od biało szarawej do brązowawej. Lekko lub gęsto łuseczkowaty. Łuseczki początkowo brązowawe, potem o barwie od szarawej do czarnej, czasami ciemnobrązowe.
Miąższ
W kapeluszu o barwie od białawej do szarawej. Po uszkodzeniu w kapeluszu i górnej połowie trzonu staje się różowawy, w dolnej niebieskawo-zielony. Przebarwienia pojawiają się dopiero po dłuższym czasie, czasem dopiero po kilku godzinach.
Cechy mikroskopowe
Zarodniki (13,0–) 13,5–17,0 × 5,0–6,5 (–7,5) µm, prawie cylindryczne do wrzecionowatych. Stosunek długości do szerokości: 2,8–2,9(–3,0). Podstawki 25–30 × 10–11.5 pm, 4–zarodnikowe. Cystydy w hymenium 30–45 × 7,5 –9,0 µm, baryłkowate. Strzępki skórki podobne, złożone z cylindrycznych, brązowawych do ciemnobrązowych elementów o szerokości 3,5–4,5–8,0 µm, czasem także z szerszych elementów (7,0–11,5 µm). Są inkrustowane ciemnymi granulkami szarego lub brązowawego pigmentu. Kaulocystydy 30–70 × 11–20,5 µm, wrzecionowate, maczugowate lub baryłkowate. Brak sprzążek.
Gatunki podobne
Rośnie na takich samych siedliskach, jak L. holopus i L. variicolor, ale łatwo go odróżnić przez ciemniejszy, szarobrązowy do brązowego kapelusz, szarobrązowe łuseczki i miąższ zmieniający barwę na mocno czerwonawą z jasnoniebieskimi plamami w podstawie. W skórce ma grube skupiska smukłych, mocno inkrustowanych, ciemnobrązowych strzępek. Jest to cecha charakterystyczna tego gatunku, bardzo ważna do pewnej identyfikacji po cechach mikroskopowych. Tego typu analiza jest zazwyczaj konieczna do oznaczenia tego i innych gatunków koźlarzy.
Ogólnymi cechami budowy podobny do koźlarza babki (Leccinum scabrum). Cechy różniące:
- kapelusz szarobrązowy, z wiekiem coraz bardziej szary i z bardzo lekko zielonkawym odcieniem,
- trzon biały z łuskami o barwie od brązowej do ciemnoszarobrązowej,
- miąższ bardzo blady czerwonawy, po przecięciu niebiesko-zielony u podstawy[5].
- rośnie na bardziej podmokłych siedliskach[4].

Kolejnym podobnym gatunkiem, który może być pomylony z Leccinum schistophilum jest L.cyaneobasileucum, który również posiada niebieskie przebarwienia w podstawie trzonu i może występować na torfowiskach, jednak, jest większy, ma charakterystyczny szarawy kolor kapelusza oraz bardziej wełniste łuseczki na trzonie.

## Występowanie i siedlisko
Jest to niedawno (w 1981 r.) zdiagnozowany przez Marcela Bona nowy gatunek. Do 2019 r. podano jego występowanie w niektórych krajach Europy. Brak go w wykazie wszystkich grzybów wielkoowocnikowych Polski Władysława Wojewody (2003). Jego występowanie w Puszczy Białowieskiej podają Gierczyk i in. w 2015 r. Jest zapewne bardziej pospolity, tylko do tej pory istnienie takiego gatunku nie jest jeszcze powszechnie znane i jest rozpoznawany jako inne gatunki koźlarzy (zwłaszcza Leccinum holopus, a nawet jako koźlarz różnobarwny Leccinum variicolor).
Rośnie pod brzozami na podmokłych torfowiskach porośniętych mchami. Wydaje się, że preferuje gleby piaszczyste lub alkaliczne, zwykle w wilgotniejszych siedliskach niż koźlarz babka (Leccinum scabrum).